# Ngultrum
Ngultrum (en dzongkha དངུལ་ཀྲམ, que vol dir "moneda d'argent", el significat originari també de la rupia) és el nom de la moneda oficial del Bhutan. El codi ISO 4217 és BTN i s'acostuma a abreujar Nu. Es divideix en 100 chhertum, transcrit chetrums a les monedes fins al 1979; la fracció s'abreuja habitualment Ch.
La moneda es va introduir el 1974 en substitució de la rupia índia en termes paritaris (1 ngultrum = 1 rupia) i continua tenint el mateix valor que la moneda de l'Índia. De fet, el govern indi va tenir un paper clau en el desenvolupament de l'economia bhutanesa al començament de la dècada del 1960. L'ngultrum no es canvia amb altres monedes nacionals, però és intercanviable amb la rupia índia.

## Monedes i bitllets
Emès per la Reial Autoritat Monetària del Bhutan, en circulen monedes de 5, 10, 20, 25 i 50 chhertum i d'1 ngultrum, i bitllets de 5, 10, 20, 50, 100 i 500 ngultrums. Les monedes de valor més baix (5 i 10 chhertum) circulen rarament.

## Taxes de canvi
- 1 EUR = 58,0932 BTN (25 de febrer del 2007)
- 1 USD = 44,0700 BTN (25 de febrer del 2007)